# MTV Europe Music Awards 2012
Gli MTV Europe Music Awards 2012 si sono tenuti l'11 novembre 2012 al Festhalle Frankfurt di Francoforte, Germania. Lo show è stato presentato da Heidi Klum. Le nomination sono state presentate il 17 settembre 2012. Come per i VMA, Rihanna è stata la più nominata (6) seguita da Katy Perry e Taylor Swift (5). Quest'ultima, insieme a Justin Bieber, è stata la trionfatrice della serata vincendo in 3 categorie.
Durante la serata sono state ricordate due grandi perdite avvenute nell'anno corrente nel mondo della musica: la prima è quella di Whitney Houston, premiata come "Global Icon", la seconda quella del fondatore dei Beastie Boys, Adam Yauch.

## Premi

### Miglior canzone
- Carly Rae Jepsen – Call Me Maybe
- Rihanna & Calvin Harris – We Found Love
- Fun. & Janelle Monáe – We Are Young
- Gotye & Kimbra – Somebody That I Used to Know
- Pitbull & Chris Brown – International Love

### Miglior artista live
- Green Day
- Jay-Z & Kanye West
- Lady Gaga
- Muse
- Taylor Swift

### Miglior artista Pop
- Justin Bieber
- Katy Perry
- No Doubt
- Rihanna
- Taylor Swift

### Miglior artista rivelazione
- Carly Rae Jepsen
- Fun.
- Lana Del Rey
- One Direction
- Rita Ora

### Miglior artista femminile
- Katy Perry
- Nicki Minaj
- P!nk
- Rihanna
- Taylor Swift

### Miglior artista maschile
- Flo Rida
- Jay-Z
- Justin Bieber
- Kanye West
- Pitbull

### Miglior artista Hip-Hop
- Drake
- Jay-Z & Kanye West
- Nas
- Nicki Minaj
- Rick Ross

### Miglior artista Rock
- Coldplay
- Green Day
- Linkin Park
- Muse
- The Killers

### Miglior Video
- PSY con la statuetta a premiare il Miglior Video.Katy Perry – Wide Awake
- Lady Gaga – Marry the Night
- M.I.A. – Bad Girls
- Psy – Gangnam Style

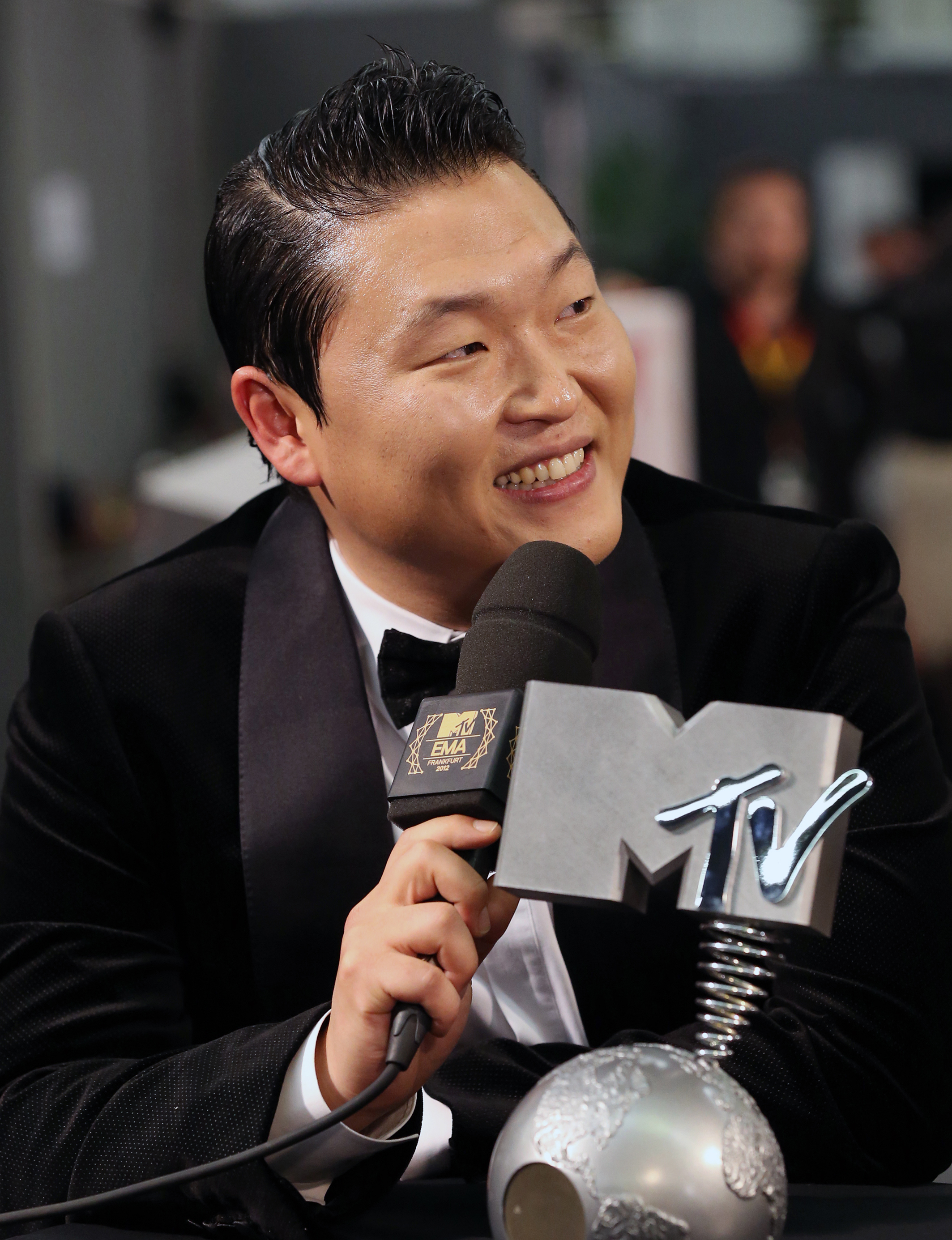
PSY con la statuetta a premiare il Miglior Video.

- Rihanna & Calvin Harris – We Found Love

### Miglior artista alternative
- Arctic Monkeys
- The Black Keys
- Florence and the Machine
- Jack White
- Lana Del Rey

### Miglior artista World Stage
- Arcade Fire
- Arctic Monkeys
- B.o.B.
- Evanescence
- Flo Rida
- Jason Derulo
- Joe Jonas
- Justin Bieber
- Kasabian
- Ke$ha
- LMFAO
- Maroon 5
- Nelly Furtado
- Red Hot Chili Peppers
- Sean Paul
- Snoop Dogg
- Snow Patrol
- Taylor Swift

### Miglior Look
- A$AP Rocky
- Jack White
- Nicki Minaj
- Rihanna
- Taylor Swift

### Miglior artista Electronic
- Avicii
- Calvin Harris
- David Guetta
- Skrillex
- Swedish House Mafia

### Miglior artista Push
- Carly Rae Jepsen
- Conor Maynard
- Foster the People
- Fun.
- Gotye
- Lana Del Rey
- Mac Miller
- Michael Kiwanuka
- Of Monsters and Men
- Rebecca Ferguson
- Rita Ora

### Biggest Fans
- Justin Bieber
- Katy Perry
- Lady Gaga
- One Direction
- Rihanna

### Miglior artista mondiale
- Ahmed Soultan
- Dima Bilan
- Han Geng
- Restart
- Rihanna

### Miglior artista europeo
- 30Y
- Afrojack
- Alloise
- Aurea
- Dima Bilan
- DJ Antoine
- Emis Killa
- Erik & Kriss
- Loreen
- Majk Spirit
- Medina
- Milow
- Monika Brodka
- Ninet Tayeb
- / One Direction
- Robin
- Shaka Ponk
- Tim Bendzko
- Vegas
- Vunk
- Who See
- The Zombie Kids

### Icona globale
- Whitney Houston

## Nomination regionali

### Miglior artista britannico/irlandese
- Conor Maynard
- Jessie J
- Ed Sheeran
- /One Direction
- Rita Ora

### Miglior artista danese
- Aura Dione
- L.O.C.
- Medina
- Nik & Jay
- Rasmus Seebach

### Miglior artista finlandese
- Cheek
- Chisu
- Elokuu
- PMMP
- Robin

### Miglior artista norvegese
- Donkeyboy
- Erik & Kriss
- Madcon
- Karpe Diem
- Sirkus Eliasson

### Miglior artista svedese
- Alina Devecerski
- Avicii
- Laleh
- Loreen
- Panetoz

### Miglior artista tedesco
- Cro
- Kraftklub
- Seeed
- Tim Bendzko
- Udo Lindenberg

### Miglior artista italiano
- Cesare Cremonini
- Club Dogo
- Emis Killa
- Giorgia
- Marracash

### Miglior artista olandese
- Afrojack
- Chef Special
- Eva Simons
- Gers Pardoel
- Tiësto

### Miglior artista belga
- dEUS
- Milow
- Netsky
- Selah Sue
- Triggerfinger

### Miglior artista francese
- Irma
- Orelsan
- Sexion d'Assaut
- Shaka Ponk
- Tal

### Miglior artista polacco
- Iza Lach
- Monika Brodka
- Mrozu
- Pezet
- The Stubs

### Miglior artista spagnolo
- Corizonas
- Iván Ferreiro
- Love of Lesbian
- Supersubmarina
- The Zombie Kids

### Miglior artista russo
- Dima Bilan
- Kasta
- Nervy
- Serebro
- Žanna Friske

### Miglior artista rumeno
- CRBL
- Grasu XXL
- Guess Who
- Maximilian
- Vunk

### Miglior artista portoghese
- Amor Electro
- Aurea
- Klepht
- Monica Ferraz
- Os Azeitonas

### Miglior artista balcanico
- Elemental
- MVP
- TBF
- Trash Candy
- Who See

### Miglior artista ungherese
- 30Y
- Funktasztikus
- Odett
- Soerii és Poolek
- Supernem

### Miglior artista ucraino
- Alloise
- Champagne Morning
- Dio.Filmi
- Ivan Dorn
- The Hardkiss

### Miglior artista greco
- Claydee
- Goin' Through
- Melisses
- Nikki Ponte
- Vegas

### Miglior artista israeliano
- Dudu Tassa
- Moshe Perez
- Ninet Tayeb
- Riff Cohen
- TYP

### Miglior artista svizzero
- 77 Bombay Street
- DJ Antoine
- Mike Candys
- Remady
- Stress

### Miglior artista ceco e slovacco
- Ben Cristovao
- Sunshine
- Majk Spirit
- Mandrage
- Celeste Buckingham

## Nomination mondiali

### Miglior artista africano
- Camp Mulla
- D'banj
- Mi Casa
- Sarkodie
- Wizkid

### Miglior artista orientale
- Ahmed Soultan
- K2RHYM (Karim AlGharbi)
- Karl Wolf
- Qusai
- Sandy

### Miglior artista indiano
- Alobo Naga & The Band
- Bandish Projekt
- Indus Creed
- Menwhopause
- Oliver Sean

### Miglior artista asiatico
- Exile
- Han Geng
- Jolin Tsai
- Super Junior
- Yuna

### Miglior artista Australia e Nuova Zelanda
- 360
- Gin Wigmore
- Gotye
- Kimbra
- The Temper Trap

### Miglior artista brasiliano
- Agridoce
- ConeCrewDiretoria
- Emicida
- Restart
- Vanguart

### Miglior artista America Latina settentrionale
- Danna Paola
- Jesse & Joy
- Kinky
- Panda
- Ximena Sariñana

### Miglior artista America Latina centrale
- Ádammo
- Caramelos de Cianuro
- Don Tetto
- Juanes
- Naty Botero

### Miglior artista America Latina meridionale
- Axel
- Babasónicos
- Campo
- Miranda!
- Tan Biónica

### Miglior artista America settentrionale
- Carly Rae Jepsen
- Chris Brown
- Drake
- Green Day
- Justin Bieber
- Katy Perry
- Linkin Park
- Pink
- Rihanna
- Usher

## Esibizioni
- Rita Ora — R.I.P.[3]
- Fun. — We Are Young[3]
- Carly Rae Jepsen — Call Me Maybe[3]
- Alicia Keys — Girl on Fire[4]
- No Doubt — Looking Hot[5]
- The Killers — Runaways[4]
- Psy — Gangnam Style[4]
- Muse — Madness[5]
- Pitbull — Don't Stop the Party[4]
- Taylor Swift — We Are Never Ever Getting Back Together[5]